# Pârâul Radului, Bicaz
Pârâul Radului este un afluent al râului Jidanul. 

### Harți
- Harta Munții Hășmaș  Arhivat în 26 iunie 2008, la Wayback Machine.
- Harta Munții Ceahlău  Arhivat în 28 iunie 2008, la Wayback Machine.